# Anne-Marie Schell
Pour les articles homonymes, voir Anna Schell et Schell.
Anne-Marie Schell ou Anna Schell (1912-1975) est une députée française de la Quatrième République. Elle est député de la Moselle de 1947 à 1951.

## Biographie
Anne-Marie Schell, née Entzmann, voit le jour à Moyeuvre-Grande, en Lorraine annexée, le 19 octobre 1912. Ouvrière, elle adhère au Parti communiste français (PCF) en 1936. Du fait de l'annexion de la Moselle à l'Allemagne, elle doit fuir la Lorraine. À la libération, elle devient conseillère municipale, puis maire de Moyeuvre-Grande. Appartenant au bureau fédéral du PCF, Anne-Marie Schell se présente aux élections législatives de 1947 sur la liste communiste de Pierre Muller. Ce dernier ayant démissionné, elle siège à l'Assemblée nationale à partir du 30 janvier 1947.
Son action au Parlement est particulièrement intense. Elle dépose dix-neuf textes de loi, soit dix propositions de loi, six propositions de résolution et trois rapports. Elle souligne notamment les difficultés administratives rencontrées dans les départements annexés du Bas-Rhin, du Haut-Rhin et de la Moselle. Elle échoue à se faire réélire en 1951, puis tente sans succès d'être élue sénatrice en 1959, et se retire finalement de la vie politique.
Anne-Marie Schell meurt à Metz, le 1er octobre 1975.

## Mandats
- 30 janvier 1947 au 4 juillet 1951 : représentant de la Moselle à l'Assemblée nationale, membre du groupe parlementaire communiste.